# 萊克聖路易斯 (密蘇里州)
萊克聖路易斯（英語：Lake St. Louis）是位於美國密蘇里州聖查爾斯縣的城市。

## 人口
根據2020年美國人口普查的數據，萊克聖路易斯的面積為24.22平方千米，當中陸地面積為22.12平方千米，而水域面積為2.10平方千米。當地共有人口16707人，而人口密度為每平方千米690人。